# HMAS Australia (1911)
HMAS Australia là một trong số ba chiếc tàu chiến-tuần dương lớp Indefatigable được Hải quân Hoàng gia Anh Quốc chế tạo để bảo vệ các lãnh thổ của Đế quốc Anh. Được chính phủ Australia đặt hàng vào năm 1909, nó được hạ thủy vào năm 1911, và được đưa ra hoạt động như là soái hạm của Hải quân Hoàng gia Australia mới thành lập vào năm 1913. Australia là chiếc tàu chiến chủ lực duy nhất từng phục vụ cùng Hải quân Hoàng gia Australia.
Vào lúc Chiến tranh Thế giới thứ nhất nổ ra, Australia được giao nhiệm vụ tìm và tiêu diệt Hải đội Đông Á Đức Quốc, vốn bị thúc đẩy rút lui khỏi Thái Bình Dương do sự hiện diện của chiếc tàu chiến-tuần dương. Các hoạt động phân tán nhằm hỗ trợ cho việc chiếm đóng các thuộc địa của Đức tại New Guinea và Samoa, cũng như hành động quá thận trọng của Bộ Hải quân Anh đã khiến nó không thể đối đầu với hải đội Đức cho đến khi chúng bị tiêu diệt trong Trận chiến quần đảo Falkland. Sau đó Australia được điều về hoạt động tại khu vực Bắc Hải, vốn chủ yếu bao gồm các cuộc tuần tra và tập trận cho đến khi chiến tranh kết thúc. Trong thời gian này, nó tham gia vào các hoạt động không lực hải quân đầu tiên, và 11 người của nó đã tham gia cuộc bắn phá Zeebrugge. Chiếc tàu chiến-tuần dương đã không thể tham gia trận Jutland vì nó đang được sửa chữa sau vụ tai nạn va chạm với tàu chị em New Zealand. Nó chỉ khai hỏa hai lần: một lần vào một tàu buôn Đức vào tháng 1 năm 1915, và một lần do nhầm tưởng một tàu ngầm vào tháng 12 năm 1917.
Trong chuyến đi quay trở về vùng biển Australia, nhiều thủy thủ của chiếc tàu chiến đã làm binh biến sau khi một yêu cầu có thêm một ngày nghỉ phép tại Fremantle bị từ chối, cho dù nhiều vấn đề khác, bao gồm việc được cho nghỉ phép tối thiểu trong thời gian chiến tranh, tiền lương thấp kém, và sự phân biệt đối xử với thủy thủ Australia so với người gốc Anh trong việc đề bạt thăng chức, cũng góp phần vào vụ binh biến. Sự cắt giảm ngân sách quốc phòng sau chiến tranh đã khiến vai trò của Australia bị hạ thấp thành một tàu huấn luyện trước khi nó được đưa về lực lượng dự bị vào năm 1921. Quá trình giải trừ quân bị do Hiệp ước Hải quân Washington đã buộc phải loại bỏ Australia khỏi thành phần hải quân của Đế quốc Anh để đạt được giới hạn về tải trọng tàu chiến đặt ra, và con tàu bị đánh đắm ngoài khơi Sydney vào năm 1924.

## Thiết kế
Thiết kế của lớp tàu chiến-tuần dương Indefatigable chủ yếu dựa trên lớp Invincible dẫn trước. Khác biệt chính là thiết kế của Indefatigable được mở rộng cho phép các tháp pháo bên mạn có được góc bắn rộng hơn. Các con tàu này nhỏ hơn và không được bảo vệ tốt như chiếc tàu chiến-tuần dương Đức đương thời Von der Tann và các thiết kế Đức tiếp theo. Trong khi đặc tính của Von der Tann đã không được biết đến khi chiếc dẫn đầu của lớp Indefatigable được đặt lườn vào tháng 2 năm 1909, Hải quân Hoàng gia đã có được thông tin chính xác về con tàu Đức khi công việc chế tạo Australia và con tàu chị em New Zealand được bắt đầu.
Australia có chiều dài chung 590 foot (179,8 m), mạn thuyền rộng 80 foot (24,4 m) và độ sâu tối đa của mớn nước là 30 foot 4 inch (9,2 m). Nó có trọng lượng choán nước tiêu chuẩn là 18.500 tấn Anh (18.800 t), và lên đến 22.130 tấn Anh (22.490 t) khi chất đầy tải. Các turbine hơi nước Parsons dẫn động trực tiếp của chiếc tàu chiến-tuần dương được thiết kế để sản sinh công suất 44.000 mã lực càng (33.000 kW), giúp con tàu đạt đến vận tốc 25 hải lý trên giờ (46 km/h; 29 mph). Tuy nhiên, khi tiến hành chạy thử máy vào năm 1913, các turbine của Australia đã đạt đến công suất 55.000 shp (41.000 kW), cho phép nó di chuyển với vận tốc 26,89 hải lý trên giờ (49,80 km/h; 30,94 mph). Con tàu mang theo khoảng 3.200 tấn Anh (3.300 t) than và thêm 850 tấn Anh (860 t) dầu đốt, vốn được phun vào than để gia tăng tốc độ đốt.
Australia mang theo tám khẩu pháo BL 12 in (300 mm) Mark X, kiểu pháo lớn nhất từng được trang bị cho một tàu chiến Australia. Chúng được bố trí trên bốn tháp pháo nòng đôi BVIII* vận hành bằng thủy lực. Hai tháp pháo tận cùng phía trước và phía sau được bố trí trên trục dọc và được đặt tên lần lượt là 'A' và 'X'. Hai tháp pháo bên mạn 'P' và 'Q' được đặt so le giữa tàu theo hình thang giữa các ống khói, tháp pháo 'P' bên mạn trái và thường hướng ra trước trong khi tháp pháo 'Q' bên mạn phải và thường hướng ra sau; khả năng bắn chéo qua mạn có một số giới hạn. Dàn pháo hạng hai của chúng bao gồm mười sáu khẩu BL 4 in (100 mm) Mk VII được đặt trên cấu trúc thượng tầng. Nó cũng được trang bị hai ống phóng ngư lôi ngầm 17,7 inch (450 mm) hai bên mạn, phía sau tháp pháo 'X', và mang theo 12 quả ngư lôi.
Tháp pháo 'A' của Australia được trang bị một máy đo tầm xa 9 foot (2,7 m) phía sau nóc tháp pháo, và nó cũng được trang bị để kiểm soát toàn bộ dàn pháo chính dự phòng trường hợp các vị trí kiểm soát hỏa lực thông thường bị hư hại hay sự liên lạc bị gián đoạn.

### Các cải biến trong thời chiến
Australia được bổ sung một khẩu QF 3 inch 20 cwt (76 mm) phòng không trên bệ góc cao Mark II vào tháng 3 năm 1915. Nó có khả năng hạ đến 10° và nâng tối đa lên đến 90°. Nó bắn ra đạn pháo nặng 12,5 pound (5,7 kg) với lưu tốc đầu đạn 2.500 ft/s (760 m/s) và tốc độ 12–14 viên mỗi phút. Trần bắn hiệu quả của kiểu pháo này là 23.500 ft (7.163 m); nó được cung cấp 500 quả đạn. Tất cả các khẩu pháo 4 inch được đặt trong các tháp pháo ụ và được che chắn trong một đợt tái trang bị vào tháng 11 năm 1915 để bảo vệ khẩu đội khỏi thời tiết và hoạt động của đối phương, mặc dù hai khẩu tận cùng phía đuôi được tháo dỡ vào lúc đó. Thêm một khẩu 4 inch được bổ sung như vũ khí phòng không vào năm 1917. Nó được gắn trên bệ góc cao Mark II với góc nâng tối đa đến 60°; và sử dụng một liều thuốc phóng giảm bớt cung cấp một lưu tốc đầu đạn chỉ có 2.864 ft/s (873 m/s); nó được cung cấp 100 quả đạn.

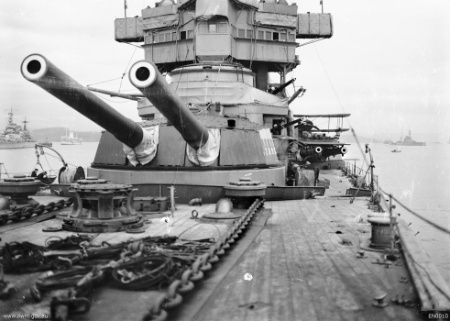
Tháp pháo 'A' phía trước của Australia vào năm 1918; lưu ý một thủy phi cơ cánh kép trên nóc tháp pháo mạn phải phía hậu cảnh

Australia được nâng cấp một bộ kiểm soát hỏa lực trong giai đoạn từ giữa năm 1915 đến tháng 5 năm 1916; tập trung việc điều khiển dàn pháo chính vào tay sĩ quan chỉ huy hỏa lực, giờ đây sẽ khai hỏa các khẩu pháo. Các pháo thủ tại tháp pháo chỉ cần làm theo các chỉ dẫn về góc nâng và góc xoay bằng con trỏ để hướng khẩu pháo đến mục tiêu. Điều này giúp cải thiện đáng kể độ chính xác nhờ hạn chế ảnh hưởng của sự chòng chành con tàu trên sự phân tán của đạn pháo bắn rời rạc; ngoài ra sĩ quan chỉ huy cũng dễ dàng trinh sát điểm rơi của đạn pháo. Một lớp giáp dày 1 inch được bổ sung ở khoảng giữa các tháp pháo giữa tàu sau Trận Jutland.
Đến năm 1918, Australia mang theo hai thủy phi cơ trên các bệ phóng đặt trên nóc các tháp pháo 'P' và 'Q'. Chúng gồm một chiếc Sopwith Pup dự định để bắn rơi các khí cầu đối phương, và một chiếc Sopwith 1½ Strutter sử dụng vào việc trinh sát. Việc phóng chiếc thủy phi cơ đầu tiên của con tàu diễn ra vào ngày 4 tháng 4 năm 1918 với một chiếc 1½ Strutter. Mỗi bệ phóng được trang bị kho chứa bằng vải bạt để bảo vệ máy bay khi thời tiết xấu. Vào cuối Thế Chiến I, Australia được mô tả như là "chiếc ít lạc hậu nhất trong lớp của nó".
Sau chiến tranh, cả hai khẩu pháo phòng không đều được thay thế bởi một cặp pháo QF 4-inch Mark V trên bệ góc cao vận hành bằng tay vào tháng 1 năm 1920. Góc nâng của chúng bị giới hạn trong khoảng -5° đến 80°. Các khẩu pháo này bắn ra đạn pháo nặng 31 pound (14 kg) với lưu tốc đầu đạn 2.387 ft/s (728 m/s) và một tốc độ bắn 10-15 phát mỗi phút. Trần bắn hiệu quả của kiểu pháo này là 28.750 ft (8.760 m).

### Sở hữu và chế tạo
Vào đầu thế kỷ 20, Bộ Hải quân Anh vẫn duy trì một khả năng phòng thủ hải quân khắp Đế chế Anh, bao gồm cả các thuộc địa, vốn được thống nhất bên trong Hải quân Hoàng gia. Quan điểm tập quyền trong vấn đề này trở nên mềm dẻo hơn trong thập niên đầu tiên, và vào Hội nghị Đế chế 1909, Bộ Hải quân đề nghị thành lập các Đơn vị Hạm đội Bản xứ: lực lượng bao gồm một tàu chiến-tuần dương, ba tàu tuần dương hạng nhẹ, sáu tàu khu trục và ba tàu ngầm. Mặc dù một số sẽ được Hải quân Hoàng gia sử dụng tại các căn cứ cách xa chính quốc, đặc biệt là tại Viễn Đông; các thuộc địa tự trị được thuyết phục để sở hữu một đơn vị hạm đội nhằm phục vụ như là hạt nhân của một hải quân quốc gia mới. Australia và Canada được khuyến cáo làm như vậy vào dịp sớm nhất, còn New Zealand được kêu gọi để đóng góp một phần một đơn vị hạm đội dành cho Trạm Trung Quốc. Mỗi đơn vị hạm đội được thiết kế như một "hải quân thu nhỏ", và sẽ hoạt động dưới quyền kiểm soát của chính phủ thuộc địa tự trị trong thời bình. Trong trường hợp các cuộc xung đột lan rộng, hạm đội sẽ được đặt dưới quyền kiểm soát của Bộ Hải quân, và sẽ được sáp nhập để hình thành những hạm đội lớn hơn nhằm phòng thủ khu vực. Australia là thuộc địa tự trị duy nhất mua một đơn vị hạm đội đầy đủ, và trong khi chiếc tàu chiến-tuần dương do New Zealand đài thọ được trao tặng toàn bộ cho Hải quân Hoàng gia, không nước nào khác mua tàu chiến theo kế hoạch đơn vị hạm đội bản xứ.
Ngày 9 tháng 12 năm 1909, một bức điện được Toàn quyền Australia William Ward gửi cho Bộ trưởng Bộ Thuộc địa, Robert Crewe-Milnes, yêu cầu việc chế tạo ba tàu tuần dương lớp Town và một tàu chiến-tuần dương lớp Indefatigable được tiến hành vào dịp sớm nhất có thể. Vẫn không rõ là tại sao thiết kế này lại được chọn khi người ta đã biết là nó yếu kém hơn so với những tàu chiến-tuần dương đang được đưa ra hoạt động cùng Hải quân Đế quốc Đức. Có ý kiến cho rằng yêu cầu này là do thực hành của Hải quân Hoàng gia sử dụng các thiết giáp hạm nhỏ và tàu tuần dương lớn làm soái hạm cho các trạm ở cách xa Anh Quốc, hoặc ảnh hưởng bởi sự ưa chuộng tàu chiến-tuần dương của Thứ trưởng Hải quân, Thủy sư Đô đốc John Fisher, một quan điểm ít được người khác tán đồng.
Chính phủ Australia quyết định về cái tên Australia, vì điều này sẽ giúp tránh được những khiếu nại về sự thiên vị hay gắn bó với một tiểu bang hay lãnh thổ cụ thể nào của Australia. Ngày 6 tháng 5 năm 1910, George Reid, Cao ủy Australia tại Anh, gửi một bức điện cho Chính phủ Australia đề nghị đặt tên con tàu theo Vua George V vừa mới đăng quang, nhưng đã bị từ chối.
Việc đấu thầu chế tạo được George Reid chuyển tiếp cho Chính phủ Australia vào ngày 7 tháng 3 năm 1910, và Thủ tướng Alfred Deakin chấp thuận dự thầu của hãng John Brown & Company để chế tạo lườn tàu và hệ thống động lực, trong khi các hợp đồng riêng lẻ được giao cho Armstrong và Vickers để chế tạo vũ khí cho chiếc tàu chiến-tuần dương. Tổng chi phí chế tạo chiếc tàu chiến được đặt ra ở mức 2 triệu Bảng Anh. Các hợp đồng chế tạo được ký kết giữa Bộ Hải quân Anh và các nhà chế tạo nhằm giảm thiểu yêu cầu giám sát từ xa của Chính phủ Australia, và một sự giám sát tại chỗ trong quá trình đóng tàu được duy trì bởi Cao ủy George Reid và Đại tá Hải quân Francis Haworth-Booth, đại diện của Hải quân Australia tại London.
Australia được đặt lườn dưới số hiệu 402 tại xưởng đóng tàu của hãng John Brown & Company ở Clydebank vào ngày 23 tháng 6 năm 1910. Con tàu được hạ thủy dưới sự đỡ đầu của Lady George Reid vào ngày 25 tháng 10 năm 1911, trong một buổi lễ được sự quan tâm của giới truyền thông. Thiết kế của Australia được thay đổi trong quá trình chế tạo để tích hợp những cải tiến kỹ thuật, bao gồm các tấm giáp bằng thép nickel vừa được phát triển. Trong khi dự định toàn bộ con tàu sẽ được trang bị kiểu tấm giáp mới, những vấn đề về chế tạo đã khiến kiểu tấm giáp cũ được sử dụng trên một số vị trí, và việc trì hoãn cung cấp các tấm giáp cũ làm cho việc chế tạo bị chậm trễ mất nữa năm. Dù vậy, hãng John Brown & Company đã bàn giao con tàu với chi phí rẻ hơn 295.000 Bảng Anh so với dự toán.
Trong quá trình chế tạo, Bộ trưởng Hải quân Anh Winston Churchill tìm cách thu xếp cho Australia được giữ lại vùng biển Anh sau khi hoàn tất. Mặc dù được tính toán dựa trên những cơ sở chiến lược, lý do phía sau nó là để một con tàu do Australia đài thọ có thể thay thế một chiếc được mua bằng ngân sách quốc phòng của Anh. Kế hoạch này bị phản đối bởi Đô đốc George King-Hall, lúc đó là Tổng tư lệnh Hải đội Australia.

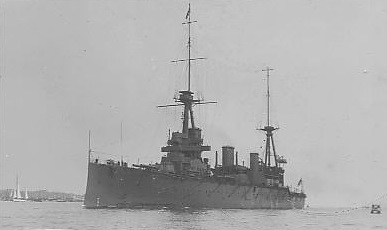
HMAS Australia khi được bàn giao tại Anh Quốc vào năm 1913

Australia lên đường đi Devonport vào giữa tháng 2 năm 1913 bắt đầu các chuyến đi chạy thử máy. Việc thử nghiệm hệ thống động lực, pháo và thủy lôi thành công, nhưng người ta khám phá hai tấm thép lườn tàu bị hư hại vào lúc hạ thủy, buộc chiếc tàu chiến-tuần dương phải quay lại ụ tàu để sửa chữa. Australia được đưa vào hoạt động cùng Hải quân Hoàng gia Australia tại Portsmouth vào ngày 21 tháng 6 năm 1913. Hai ngày sau, Chuẩn Đô đốc George Edwin Patey, vị Tư lệnh đầu tiên của Hạm đội Australia, giương cờ hiệu của mình bên trên chiếc Australia.
Vào lúc hạ thủy, thành phần thủy thủ đoàn tiêu chuẩn của con tàu là 820 người, trong đó hơn phân nửa là nhân sự Hải quân Hoàng gia, một nửa kia là những người sinh tại Australia hay nhân sự của Hải quân Hoàng gia được chuyển sang Hải quân Hoàng gia Australia. Các chỗ nghỉ ngơi trên tàu rất chật chội, mỗi người chỉ có khoảng trống 14 inch (36 cm) để mắc võng của mình khi Australia có đầy đủ biên chế. Hơn nữa, hệ thống thông gió của con tàu lại được thiết kế cho điều kiện tại Châu Âu, nó không phù hợp với thời tiết ở khu vực chung quanh Australia. Vào lúc bàn giao, Australia là chiếc tàu chiến lớn nhất ở phía Nam bán cầu.

## Lịch sử hoạt động

### Chuyến đi đến Australia
Sau khi đi vào hoạt động, Australia là nơi tổ chức nhiều sự kiện chính thức. Vào ngày 30 tháng 6 năm 1913, Vua George V và Hoàng tử xứ Wales Edward viếng thăm Australia để từ biệt con tàu; trong cuộc viếng thăm, Vua George V đã phong tước hiệp sĩ cho Patey trên sàn sau của chiếc tàu chiến-tuần dương, một cuộc phong tước đầu tiên cho một sĩ quan hải quân trên một chiến hạm kể từ thời Francis Drake. Ngày 1 tháng 7, Patey tổ chức một buổi tiệc có sự tham gia của nhiều quan chức cao cấp của Đế chế, bao gồm Reid, Tổng đại diện các tiểu bang của Australia, Bộ trưởng Hải quân Winston Churchill, Bộ trưởng Thuộc địa Lewis Vernon Harcourt cùng cao ủy các thuộc địa tự trị thuộc Đế chế Anh khác. Xế chiều hôm đó, 600 kiều dân Australia được mời đến trong một buổi lễ chia tay, được thưởng thức các màn trình diễn và pháo hoa. Các nhà báo và quay phim được phép lên tàu để tường thuật về Australia trước khi nó khởi hành, và một thông tín viên chính thức được cho đi theo con tàu trong suốt hành trình quay về Australia, với nhiệm vụ đề cao vai trò của con tàu như là biểu tượng cho gắn bó của Australia đối với Anh Quốc.

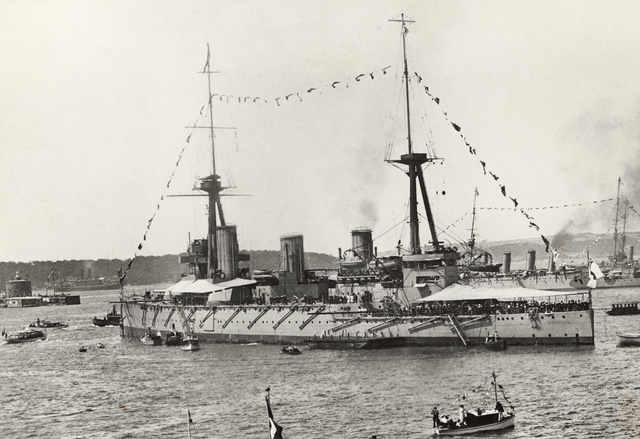
Australia, Sydney và Melbourne không lâu sau khi hạm đội Australia đi vào cảng Sydney, năm 1913

Australia được chiếc tàu tuần dương hạng nhẹ Sydney hộ tống trong hành trình đi đến Australia. Vào ngày 25 tháng 7 năm 1913, hai con tàu rời Anh Quốc hướng đi Nam Phi. Chuyến viếng thăm là một phần trong thỏa thuận giữa Thủ tướng Australia và Thủ tướng Nam Phi nhằm thắt chặt mối liên kết giữa hai nước cũng như với các nước khác trong Đế chế Anh. Hai chiếc tàu chiến Australia đã thả neo tại vịnh Table từ ngày 18 đến ngày 26 tháng 8, nơi thủy thủ đoàn tham gia các cuộc diễu hành và tiếp đón, trong khi hàng chục ngàn người đến tham quan con tàu. Hai chiếc tàu chiến cũng viếng thăm Simon's Town, riêng Australia còn ghé qua Durban. Chúng không ghé qua cảng chính nào khác trong suốt hành trình, và các con tàu được chỉ thị tránh mọi cảng lớn của Australia.
Australia và Sydney đi đến vịnh Jervis vào ngày 2 tháng 10, nơi chúng gặp gỡ các tàu chiến còn lại của Hạm đội Hải quân Hoàng gia Australia: các tàu tuần dương Encounter và Melbourne cùng các tàu khu trục Parramatta, Warrego và Yarra. Bảy chiếc tàu chiến đã chuẩn bị cho một chuyến diễu hành chính thức đi vào cảng Sydney. Ngày 4 tháng 10 năm 1913, Australia dẫn đầu hạm đội trong chuyến diễu hành, đánh dấu việc chuyển giao trách nhiệm phòng thủ hải quân của Australia từ Hải đội Australia thuộc Hải quân Hoàng gia Anh dưới quyền Đô đốc King-Hall trên chiếc soái hạm Cambrian sang Hải quân Hoàng gia Australia do Patey chỉ huy trên chiếc Australia.

### Các hoạt động trước chiến tranh
Trong năm hoạt động đầu tiên, Australia viếng thăm nhiều cảng chính của Australia nhằm phô diễn một hải quân mới trước công chúng nhằm khích lệ tinh thần quốc gia. Nhà sử học hải quân David Stevens cho rằng các cuộc viếng thăm này đã giúp phá vỡ tinh thần cạnh tranh giữa các tiểu bang, thúc đẩy sự thống thất Australia như một liên bang thịnh vượng chung hơn bất kỳ hoạt động nào khác.

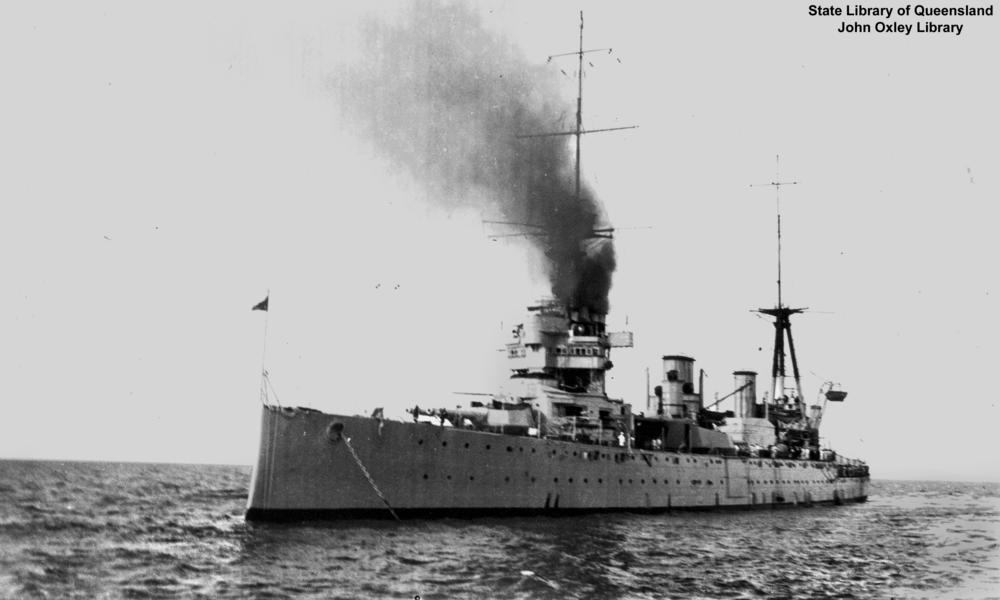
Australia trên đường đi trong vùng biển Queensland

Trong tháng 7 năm 1914, Australia cùng các đơn vị khác của Hải quân Hoàng gia Australia thực hiện chuyến đi huấn luyện tại vùng biển Queensland. Ngày 27 tháng 7, Ủy ban Hải quân Thịnh vượng chung Australia biết được qua đường điện tín báo chí là Bộ Hải quân Anh cho rằng chiến tranh sắp xảy ra và sẽ lan rộng tại châu Âu tiếp theo sau vụ Khủng hoảng tháng 7, và đã bắt đầu bố trí các hạm đội của họ như một biện pháp phòng ngừa. Ba ngày sau, Ủy ban được tin bức điện báo động chính thức đã được gửi lúc 22 giờ 30 phút, và Australia được gọi quay trở lại Sydney để tiếp than và bổ sung tiếp liệu.
Ngày 3 tháng 8, Hải quân Hoàng gia Australia được đặt dưới quyền chỉ huy của Bộ Hải quân Anh. Mệnh lệnh cho các tàu chiến Australia phải chuẩn bị trong vòng vài ngày: Australia được lệnh tập trung cùng lực lượng Hải quân Anh tại Trạm Trung Quốc, nhưng được phép truy tìm và tiêu diệt mọi tàu chiến đối phương (đặc biệt là của Hải đội Đông Á Đức) tại Trạm Australia trước đó. Phó Đô đốc Maximilian von Spee, Tư lệnh hải đội Đức, đã nhận thức về sự hiện diện của Australia trong khu vực và sự vượt trội của nó đối với tất cả lực lượng dưới quyền của mình; kế hoạch của vị Đô đốc Đức là quấy rối tàu bè và thuộc địa Anh tại Thái Bình Dương cho đến khi sự hiện diện của Australia và Hải đội Trung Hoa buộc hạm đội dưới quyền phải tái bố trí đến vùng biển khác.

### Phòng thủ vùng biển nhà
Đế quốc Anh tuyên chiến với Đức vào ngày 5 tháng 8, và Hải quân Hoàng gia Australia bước vào hoạt động. Australia đã rời Sydney đêm hôm trước để hướng lên phía Bắc gặp gỡ các tàu chiến khác của Hải quân Hoàng gia Australia về phía Nam New Guinea thuộc Đức. Rabaul, thủ đô của lãnh thổ thuộc địa này, được xem là một căn cứ hoạt động tiềm năng cho lực lượng của von Spee, và Patey vạch ra kế hoạch để quét sạch cảng này. Vai trò của Australia là lui lại phía sau; nếu có sự hiện diện của các tàu tuần dương bọc thép Scharnhorst và Gneisenau, các tàu chiến khác của Hải quân Hoàng gia Australia sẽ thu hút chúng vào tầm pháo của chiếc tàu chiến-tuần dương. Chiến dịch ban đêm được tiến hành vào ngày 11 tháng 8, nhưng không tìm thấy chiếc tàu Đức nào trong cảng. Trong hai ngày tiếp theo, Australia cùng các tàu khác truy tìm không thành công tàu bè và trạm vô tuyến đối phương tại các vịnh và bờ biển lân cận. Chúng quay trở về cảng Moresby để tiếp nhiên liệu.
Vào cuối tháng 8, Australia và Melbourne hộ tống một lực lượng New Zealand chiếm đóng Samoa thuộc Đức. Patey tin rằng hạm đội Đức rất có thể đang ở về phía Đông Thái Bình Dương, và việc tiến đến Samoa là một bước đi hợp lý. Việc hộ tống các tàu chuyển quân New Zealand là một sự trùng hợp có ích, cho dù thời gian có thể được bố trí tốt hơn, vì một lực lượng viễn chinh Australia nhằm chiếm đóng New Guinea đã khởi hành từ Sydney chỉ vài ngày sau khi lực lượng New Zealand rời vùng biển nhà, và Australia được dự định để hỗ trợ cho cả hai; nhưng Patey chỉ biết được về các cuộc viễn chinh sau khi chúng đã lên đường. Chiếc tàu chiến-tuần dương rời Cảng Moresby vào ngày 17 tháng 8, gặp gỡ Melbourne trên đường đi vào ngày 20 tháng 8. Ngày hôm sau, chúng đến Nouméa hội quân cùng lực lượng viễn chinh New Zealand, bao gồm các tàu chở quân Moeraki và Monowai, tàu tuần dương bọc thép Pháp Montcalm, cùng ba tàu tuần dương lớp Pelorus. Sự kiện chiếc Monowai bị mắc cạn đã trì hoãn việc khởi hành của lực lượng viễn chinh cho đến ngày 23 tháng 8; các con tàu đến Suva, Fiji vào ngày 26 tháng 8, và đi đến ngoài khơi Apia sáng sớm ngày 30 tháng 8. Thành phố đã đầu hàng mà không kháng cự, cho phép Australia và Melbourne khởi hành vào trưa ngày 31 tháng 8 để gặp gỡ lực lượng Australia đang hướng đến Rabaul.

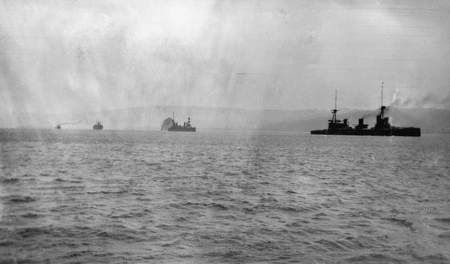
Australia dẫn đầu các tàu chiến thuộc Lực lượng Quân đội và Hải quân Viễn chinh Australia tiến vào cảng Rabaul vào ngày 12 tháng 9 năm 1914

Lực lượng Viễn chinh Australia được tập trung ngoài khơi quần đảo Louisiade vào ngày 9 tháng 9; các con tàu được huy động bao gồm Australia, các tàu tuần dương Sydney và Encounter, các tàu khu trục Parramatta, Warrego và Yarra, các tàu ngầm AE1 và AE2, tàu tuần dương phụ trợ Berrima, tàu tiếp liệu Aorangi, ba tàu tiếp than và một tàu chở dầu. Lực lượng tiến lên phía Bắc, và đến 06 giờ 00 ngày 11 tháng 9, Australia bố trí hai xuồng canh gác nhằm đảm bảo vịnh Karavia cho các tàu vận tải và tàu tiếp liệu của lực lượng viễn chinh. Cuối ngày hôm đó, nó bắt giữ chiếc tàu hơi nước Sumatra của Đức ngoài khơi mũi Tawui. Sau đó, chiếc tàu chiến-tuần dương canh chừng sẵn sàng can thiệp bắn phá hai trạm vô tuyến của đối phương mà lực lượng viễn chinh đang đổ bộ tìm cách chiếm đóng. Thuộc địa của Đức hoàn toàn bị chinh phục, và vào ngày 15 tháng 9, Australia lên đường quay trở về Sydney.

### Săn đuổi von Spee
Sự hiện diện của Australia chung quanh các thuộc địa cũ của Đức kết hợp với việc Nhật Bản có khả năng tuyên chiến với Đức đã buộc von Spee phải cho rút các con tàu của mình ra khỏi khu vực. Vào ngày 13 tháng 8, Hải đội Đông Á Đức, ngoại trừ Emden vốn được gửi đi cướp phá các tàu bè Anh tại Ấn Độ Dương, bắt đầu di chuyển về phía Đông. Sau khi xuất hiện ngoài khơi Samoa vào ngày 14 tháng 9 và tấn công Tahiti tám ngày sau đó, von Spee dẫn đầu lực lượng của mình hướng đến Nam Mỹ, để từ đây dự định đi qua Đại Tây Dương. Patey vào ngày 17 tháng 9 được lệnh quay trở lên phía Bắc cùng với Australia và Sydney để bảo vệ cho lực lượng viễn chinh Australia. Vào ngày 1 tháng 10, Australia, Sydney, Montcalm và Encounter từ Rabaul đi lên phía Bắc cố truy tìm các tàu Đức, nhưng đã đổi hướng quay trở lại vào lúc nữa đêm sau khi nhận được thông báo của Bộ Hải quân về cuộc tấn công tại Tahiti. Mặc dù Patey suy đoán rằng lực lượng Đức đang hướng đến Nam Mỹ và muốn Australia đuổi theo, Bộ Hải quân không chắc chắn rằng tin tình báo đó chính xác, nên giao nhiệm vụ cho chiếc tàu chiến-tuần dương tuần tra chung quanh Fiji đề phóng đối phương quay trở lại. Australia đi đến Suva vào ngày 12 tháng 10, trải qua bốn tuần lễ tiếp theo tuần tra chung quanh khu vực Fiji, Samoa và New Caledonia. Bất chấp ý định của Patey muốn mở rộng tầm hoạt động hơn nữa, mệnh lệnh của Bộ Hải quân đã giữ chân ông chung quanh Suva cho đến đầu tháng 11.
Đúng như Patey dự đoán, von Spee tiếp tục đi về hướng Đông; và chỉ cho đến khi hải đội Đức lần đầu tiên đánh bại Hải quân Hoàng gia Anh trong vòng 100 năm tại trận Coronel, Australia mới được phép săn đuổi chúng. Khởi hành vào ngày 8 tháng 11, chiếc tàu chiến-tuần dương được tiếp than từ một tàu tiếp than ở vị trí được hẹn trước vào ngày 14 tháng 11 và đi đến vịnh Chamela gần Manzanilla, Mexico mười hai ngày sau đó. Patey được cử làm tư lệnh một lực lượng đa quốc gia với nhiệm vụ ngăn cản hải đội Đức tiến lên phía Bắc đến vùng biển Canada, hoặc săn đuổi chúng nếu như chúng tìm cách tiến vào Đại Tây Dương qua ngã kênh đào Panama hay vòng quanh mũi Horn. Các con tàu dưới quyền Patey bao gồm Australia, tàu tuần dương hạng nhẹ Anh HMS Newcastle, các tàu tuần dương Nhật Bản Izumo và Asama cùng chiếc thiết giáp hạm cũ Hizen nguyên là chiếc Retvizan. Các con tàu đi đến quần đảo Galapagos, tiến hành tìm kiếm từ ngày 4 đến ngày 6 tháng 12. Sau khi không tìm thấy dấu vết lực lượng của von Spee, Bộ Hải quân chỉ thị cho Patey khảo sát dọc theo bờ biển Nam Mỹ từ đảo Perlas xuống đến vịnh Guayaquil. Tuy nhiên, Hải đội Đông Á đã lên đường đi Đại Tây Dương ngang qua mũi Horn, và bị một hạm đội Anh đánh bại sau khi tìm cách bắn phá quần đảo Falkland vào ngày 8 tháng 12. Hải đội của Patey biết được điều này vào ngày 10 tháng 12 trong khi đang ở ngoài khơi vịnh Panama; thủy thủ của Australia thất vọng vì họ không có dịp đối đầu với Scharnhorst và Gneisenau. Dù sao, sự hiện diện của chiếc tàu chiến-tuần dương tại Thái Bình Dương vào năm 1914 là một đối trọng đáng kể đối với các tàu tuần dương bọc thép Đức, đồng thời cho phép Hải quân Hoàng gia Anh tiến hành các chiến lược toàn cầu. Hơn nữa, cuộc tấn công Rabaul vẫn có thể tiến hành nếu như Australia không sẵn có để bảo vệ lực lượng đổ bộ.

### Các hoạt động tại Bắc Hải
Do mối đe dọa bị tấn công được giải tỏa sau khi Hải đội Đông Á bị tiêu diệt, Australia sẵn sàng để được bố trí bất kỳ nơi nào khác. Thoạt tiên, chiếc tàu chiến-tuần dương được dự định để phục vụ như là soái hạm của Hải đội Tây Ấn với nhiệm vụ săn đuổi và tiêu diệt mọi con tàu Đức tìm cách vượt qua sự phong tỏa Bắc Hải. Australia được lệnh đi đến Jamaica qua ngã kênh đào Panama, nhưng do tải trọng nặng, nó bị buộc phải đi dọc xuống bờ biển Nam Mỹ và băng qua eo biển Magellan trong các ngày 31 tháng 12 năm 1914 và 1 tháng 1 năm 1915, Australia là tàu chihến duy nhất của Hải quân Hoàng gia Australia phải vượt từ Thái Bình Dương sang Đại Tây Dương bằng cách vòng qua Nam Mỹ. Trong chuyến đi, một trong các chân vịt của chiếc tàu chiến bị hư hại, và nó phải cố lết về quần đảo Falkland với một nửa tốc độ. Việc sửa chữa tạm thời được tiến hành, và Australia lại lên đường vào ngày 5 tháng 1. Trưa ngày hôm sau, nó phát hiện một con tàu đi cách xa các tuyến đường hàng hải thường lệ; chiếc tàu chiến-tuần dương định đuổi theo, nhưng bị gò bó bởi chân vịt hư hại. Không thể rút ngắn khoảng cách trước khi trời tối, một phát đạn pháo cảnh báo được bắn từ tháp pháo 'A' khiến con tàu lạ phải dừng lại và bị chiếm giữ. Nguyên là một tàu biển chở hành khách của Đức, Eleonora Woermann được sử dụng như một tàu buôn vũ trang. Vì Australia không thể dành ra đủ người để vận hành chiếc tàu buôn, còn Eleonora Woermann quá chậm để có thể theo kịp chiếc tàu chiến-tuần dương, thủy thủ đoàn của nó được chuyển sang chiếc tàu chiến và nó bị đánh đắm.

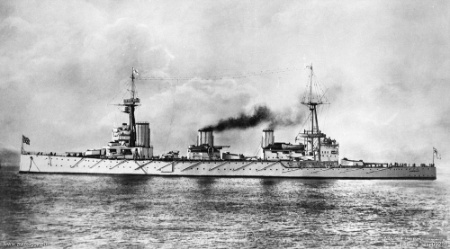
Australia tại Firth of Forth vào tháng 2 năm 1915

Sau Trận Dogger Bank, Bộ Hải quân nhận ra sự cần thiết có những hải đội tàu chiến-tuần dương riêng biệt tại vùng biển Anh Quốc, và chỉ định Australia dẫn đầu một trong số chúng. Vào ngày 11 tháng 1, đang trên đường đi đến Jamaica, nó được lệnh đổi hướng đi đến Gibralta. Đến nơi vào ngày 20 tháng 1, chiếc tàu chiến-tuần dương được lệnh tiếp tục đi đến Plymouth, đến nơi vào ngày 28 tháng 1 và trải qua một đợt tái trang bị ngắn. Công việc trong ụ tàu hoàn tất vào ngày 12 tháng 2, và Australia đi đến Rosyth vào ngày 17 tháng 2 trải qua một cơn bão trên đường đi. Nó được đặt làm soái hạm của Hải đội Tàu chiến-Tuần dương 2 thuộc Hạm đội Tàu chiến-Tuần dương, một phần của Hạm đội Grand Anh Quốc, vào ngày 22 tháng 2. Phó đô đốc Patey được chỉ định làm chỉ huy hải đội này. Đến đầu tháng 3, để tránh một sự mâu thuẫn về cấp bậc và thâm niên giữa Patey và Phó đô đốc David Beatty, Tư lệnh Hạm đội Tàu chiến-Tuần dương, Patey được điều sang Hải đội Tây Ấn, được thay thế trong vai trò tư lệnh bởi Chuẩn đô đốc William Pakenham, vốn đã đặt cờ hiệu của mình bên trên chiếc Australia. Các tàu chiến Anh và Đồng Minh được bố trí tại Bắc Hải được giao nhiệm vụ bảo vệ quần đảo Anh Quốc khỏi các cuộc tấn công của Hải quân Đức và vây hãm Hạm đội Biển khơi Đức tại vùng biển châu Âu bằng cách phong tỏa từ xa trong khi cố lừa chúng vào một trận chiến quyết định. Trong thời gian hoạt động cùng Hải đội Tàu chiến-Tuần dương, các hoạt động của Australia chủ yếu bao gồm các cuộc thực tập huấn luyện (riêng lẻ hoặc cùng các tàu chiến khác), tuần tra tại khu vực Bắc Hải nhằm đối phó với các hoạt động của Đức, và một số nhiệm vụ hộ tống. Các nhiệm vụ này tỏ ra đơn điệu đến mức một thủy thủ đã bị quẫn trí.
Australia đã tham gia cùng Hạm đội Grand trong chuyến xuất quân vào ngày 29 tháng 3 để đối phó lại với một tin tức tình báo cho biết Hạm đội Đức đã rời cảng chuẩn bị cho một chiến dịch lớn. Đến đêm hôm sau, các con tàu Đức rút lui, và Australia quay trở về Rosyth. Vào ngày 11 tháng 4, hạm đội Anh lại được bố trí bởi tin tức tình báo lại cho biết một lực lượng Đức sắp hoạt động. Phía Đức dự định rải mìn tại Swarte Bank, nhưng sau khi một khí cầu trinh sát Zeppelin phát hiện một hải đội tuần dương nhẹ Anh, họ lại chuẩn bị đối phó với cái mà họ cho là một cuộc tấn công của Anh. Sương mù dày đặc và nhu cầu cần phải tiếp nhiên liệu đã buộc Australia và các tàu chiến Anh quay trở về cảng vào ngày 17 tháng 4, và mặc dù chúng được tái bố trí vào đêm hôm đó, họ vẫn không ngăn được hai tàu tuần dương nhẹ Đức rãi một bãi mìn. Từ ngày 26 đến ngày 28 tháng 1 năm 1916, Hải đội Tàu chiến-Tuần dương 2 được bố trí ngoài khơi Skagerrak trong khi Hải đội Tuần dương nhẹ 1 càn quét eo biển trong một nỗ lực bất thành truy tìm một tàu rải mìn.

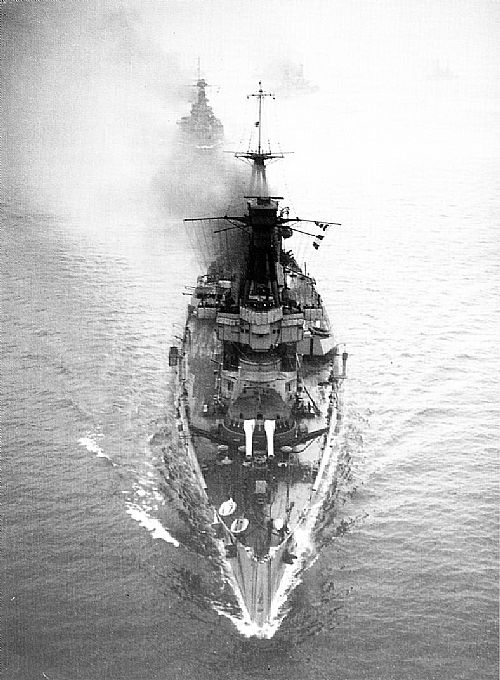
Australia dẫn đầu một hàng tàu bên dưới cầu Forth

Sáng ngày 21 tháng 4 năm 1916, Australia cùng các tàu chị em với nó lại lên đường hướng đến Skagerrak, lần này là để hỗ trợ cho một nỗ lực ngăn chặn việc vận chuyển quặng từ Thụy Điển về Đức. Kế hoạch càn quét Kattegat bị hủy bỏ khi tin tức cho biết Hạm đội Biển khơi được huy động cho một chiến dịch của riêng họ (sau này được biết là trùng hợp về thời gian với vụ Nổi dậy Phục sinh tại Ireland), và các con tàu Anh được lệnh đi đến một điểm gặp gỡ giữa Bắc Hải, trong khi phần còn lại của Hạm đội Grand hướng về phía Đông Nam của Long Forties. Trưa ngày 22 tháng 4, lực lượng tàu chiến-tuần dương di chuyển tuần tra về phía Tây Bắc Horn Reefs khi sương mù trở nên dày đặc. Các con tàu chạy zig-zag để tránh sự tấn công bằng tàu ngầm đối phương, và phối hợp với hoàn cảnh thời tiết, đã khiến Australia va chạm với tàu chị em New Zealand hai lần trong vòng ba phút. Các sai lầm về thủ tục được xem là nguyên nhân của vụ va chạm, và Australia (bị hư hại nặng hơn) phải vào ụ tàu trong sáu tuần từ tháng 4 đến tháng 6 năm 1916 để sửa chữa. Công việc khảo sát hư hại ban đầu được thực hiện tại một ụ nổi trên sông Tyne, nhưng bản chất của hư hại đã buộc phải chuyển nó đến Devonport, Devon cho công việc sửa chữa thực sự. Công việc sửa chữa hoàn tất nhanh hơn dự kiến, và Australia gia nhập trở lại Hải đội Tàu chiến-Tuần dương 2 tại Rosyth vào ngày 9 tháng 6, nhưng cũng đã lỡ mất Trận Jutland.
Chiều tối ngày 18 tháng 8, Hạm đội Grand ra khơi do một thông điệp được Phòng 40 giải mã cho biết Hạm đội Biển khơi Đức, thiếu mất Hải đội 2, sẽ rời cảng trong đêm đó. Mục tiêu của Đức là bắn phá Sunderland vào ngày 19 tháng 8, được trinh sát rộng rãi bởi khí cầu và tàu ngầm. Hạm đội Grand lên đường với 29 thiết giáp hạm dreadnought và sáu tàu chiến-tuần dương. Trong suốt ngày hôm sau, Jellicoe và Scheer nhận được những tin tức tình báo mâu thuẫn với nhau, vốn đưa đến hậu quả là trên đường đi đến điểm gặp gỡ tại Bắc Hải, Hạm đội Grand chuyển hướng lên phía Bắc do tin tưởng sai lầm là đang tiến vào một bãi mìn trước khi quay lại hướng Nam. Riêng Scheer lại bẻ lái về hướng Đông Nam để săn đuổi cái mà ông tin là một hải đội chiến trận Anh đơn độc được một khí cầu Đức phát hiện, nhưng thực ra chỉ là Lực lượng Harwich gồm các tàu tuần dương và tàu khu trục dưới quyền Thiếu tướng Hải quân Reginald Tyrwhitt. Nhận ra sai lầm, phía Đức đổi hướng quay trở về cảng nhà. Tiếp xúc duy nhất giữa hai phía là vào lúc chiều tối khi Tyrwhitt nhìn thấy Hạm đội Biển khơi, nhưng không thể đi đến một vị thế tấn công thuận tiện trước khi trời tối, nên đã tách ra khỏi trận chiến. Cả hạm đội Anh lẫn hạm đội Đức đều quay trở về cảng nhà; phía Anh mất hai tàu tuần dương do các cuộc tấn công bằng tàu ngầm, còn phía Đức có một thiết giáp hạm dreadnought bị trúng ngư lôi.
Chiếc tàu chiến-tuần dương tiếp tục các hoạt động thực tập thường lệ và tuần tra tại Bắc Hải trong năm 1917 với ít sự cố. Hoạt động của Australia bị giới hạn trong các chuyến đi huấn luyện giữa Rosyth và Scapa Flow, thỉnh thoảng có các chuyến tuần tra về phía Đông Bắc Anh Quốc truy lùng các tàu cướp tàu buôn Đức. Ngày tháng 5, trong khi chuẩn bị sẵn sàng chiến đấu, một quả đạn pháo 12 inch bị kẹt ở thang nâng trong khi kíp nổ bị móc vào chỗ nhô ra. Sau khi hầm đạn được sơ tán, Thiếu tá Hải quân F. C. Darley leo xuống thang nâng và thành công trong việc tháo kíp nổ. Ngày 26 tháng 6 năm, Vua George V viếng thăm con tàu. Ngày 12 tháng 12, Australia mắc vào vụ va chạm thứ hai, lần này là với chiếc tàu chiến-tuần dương Repulse. Sau tai nạn này, nó trải qua ba tuần lễ để sửa chữa từ tháng 12 năm 1917 đến tháng 1 năm 1918. Trong giai đoạn được sửa chữa, Australia là chiếc tàu chiến đầu tiên của Hải quân Australia đã phóng một máy bay, khi một chiếc Sopwith Pup cất cánh từ sàn phía sau vào ngày 18 tháng 12. Vào ngày 30 tháng 12, Australia nổ súng vào cái mà nó nghĩ là một tàu ngầm, là lần duy nhất mà nó nổ súng vào đối phương trong suốt thời kỳ được bố trí hoạt động cùng Hải đội 2.

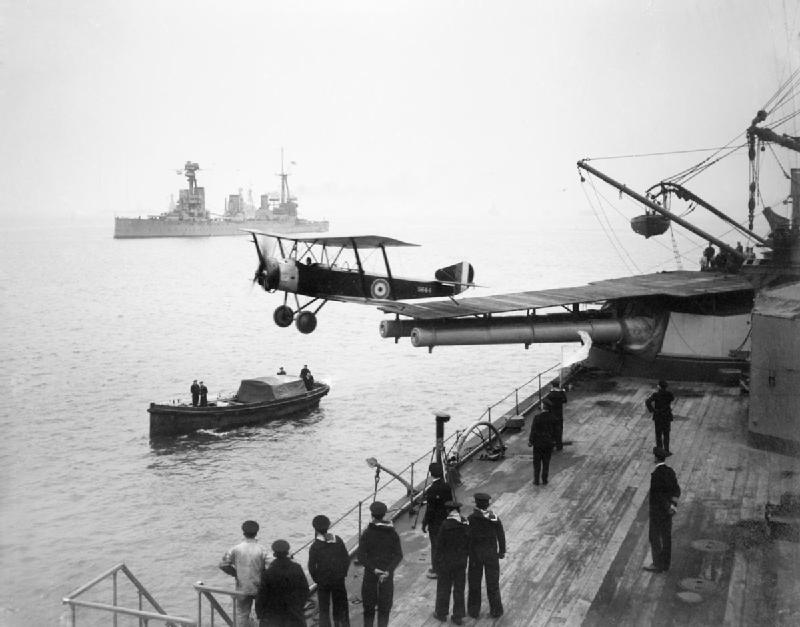
Một thủy phi cơ Sopwith 1½ Strutter được phóng từ một tháp pháo của Australia

Vào tháng 2 năm 1918, một mệnh lệnh đưa ra kêu gọi những người tình nguyện tham gia một nhiệm vụ đặc biệt nhằm khóa kín cảng Zeebrugge sử dụng những tàu ụ cản. Cho dù nhiều người trên Australia đã tình nguyện với hy vọng thoát khỏi công việc vất vả khi tuần tra tại Bắc Hải, chỉ có 11 người bao gồm 10 thủy thủ và một trung úy kỹ sư được chọn cho cuộc đột kích, vốn diễn ra vào ngày 23 tháng 4. Viên trung úy được điều về phòng máy của chiếc tàu phà được trưng dụng Iris II, và đã được trao tặng Huy chương Phục vụ Dũng cảm (DSM) cho nỗ lực của mình. Những người khác được phân về phòng nồi hơi của chiếc Thetis hay trong thành phần đội tấn công dọc theo đê chắn sóng. Tất cả mười thủy thủ đều sống sót, Australia là chiếc duy nhất không chịu thương vong từ vụ đột kích, và ba người trong đó được tặng Huy chương Phục vụ Dũng cảm và ba người khác được biểu dương. Một trong các thủy thủ được đưa vào danh sách đề cử trao tặng Huân chương Chữ thập Victoria, nhưng cuối cùng đã không nhận được phần thưởng này.
Trong năm 1918, Australia cùng các tàu chiến chủ lực khác của Hạm đội Grand thỉnh thoảng hộ tống các đoàn tàu vận tải đi lại giữa Anh Quốc và Na Uy. Hải đội Tàu chiến-Tuần dương 2 trải qua giai đoạn từ ngày 8 đến ngày 21 tháng 2 bảo vệ các đoàn tàu vận tải cùng với các thiết giáp hạm và tàu khu trục, và đã ra khơi vào ngày 6 tháng 3 cùng với Hải đội Tàu chiến-Tuần dương 1 để hỗ trợ cho các hoạt động rải mìn. Từ ngày 8 tháng 3, chiếc tàu chiến-tuần dương bắt đầu thử nghiệm khả năng phóng máy bay từ các bệ đặt trên các tháp pháo 'P' và 'Q'. Australia cùng với phần còn lại của Hạm đội Grand đã lên đường vào xế trưa ngày 23 tháng 3 năm 1918 sau khi tình báo liên lạc vô tuyến cho thấy Hạm đội Biển khơi Đức đang ở ngoài biển sau một nỗ lực không thành công đánh chặn một đoàn tàu vận tải thường lệ từ Anh đến Na Uy. Tuy nhiên, lực lượng Đức ở cách quá xa và đã chạy thoát mà không nổ phát súng nào. Hải đội 2 lại lên đường vào ngày 25 tháng 4 hỗ trợ cho các tàu rải mìn, rồi bảo vệ cho một trong các đoàn tàu vận tải Scandinavia vào ngày hôm sau. Sau khi thử nghiệm phóng thành công một thủy phi cơ trinh sát Sopwith 1½ Strutter vào ngày 14 tháng 5, Australia bắt đầu mang theo hai máy bay: một chiếc Strutter để trinh sát và một chiếc máy bay chiến đấu Sopwith Camel, và đã sử dụng chúng cho đến khi chiến tranh kết thúc. Hải đội 2 lại hỗ trợ cho các hoạt động rải mìn tại Bắc Hải trong các ngày 25–26 tháng 6 và 29–30 tháng 7. Trong tháng 9 và tháng 10, Australia cùng Hải đội 2 giám sát và bảo vệ các hoạt động rải mìn tại phía Bắc Orkney.

### Chiến tranh kết thúc
Khi thỏa thuận Đình chiến với Đức được ký kết vào ngày 11 tháng 11 năm 1918 kết thúc Chiến tranh Thế giới thứ nhất, một trong các điều khoản quy định Hạm đội Biển khơi Đức phải được lưu giữ tại Scapa Flow. Hạm đội Đức đã băng qua Bắc Hải, và vào ngày 21 tháng 11, Hạm đội Grand Anh Quốc đã lên đường để gặp gỡ; Australia dẫn đầu mạn trái của hạm đội, rồi hộ tống chiếc tàu chiến-tuần dương Hindenburg đến Scapa Flow, được phân công canh gác con tàu Đức. Australia sau đó hình thành nên một phần của lực lượng canh gác Hạm đội Biển khơi trong giai đoạn cuối năm 1918 và đầu năm 1919, trải qua phần lớn thời gian thả neo tại Scapa Flow hay tiến hành tuần tra tại Bắc Hải. Nhiệm vụ đơn điệu này góp phần làm hạ thấp tinh thần ở một số bộ phận thủy thủ đoàn.

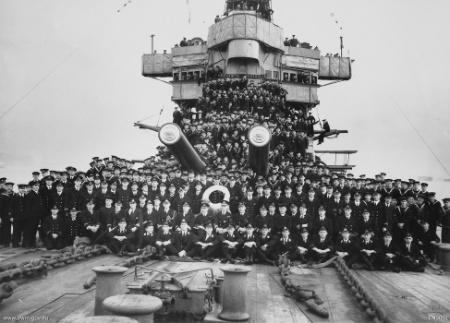
Ảnh một nhóm thủy thủ của Australia vào tháng 12 năm 1918

Sau buổi lễ từ biệt chính thức với Hoàng tử xứ Wales và Thứ trưởng Thứ nhất Hải quân Rosslyn Wemyss vào ngày 22 tháng 4 năm 1919, Australia rời Portsmouth trở về nhà vào ngày hôm sau. Nó đi cùng với Brisbane trong phần đầu của chuyến đi, nhưng chiếc tàu tuần dương hạng nhẹ sau đó phải cho tách ra để kéo chiếc tàu ngầm J5. Australia về đến Fremantle vào ngày 28 tháng 5 năm 1919, lần đầu tiên con tàu trở lại vùng biển nhà sau bốn năm rưỡi. Cho dù đã quay trở về nhà, chiếc tàu chiến-tuần dương vẫn còn dưới quyền kiểm soát của Bộ Hải quân Anh cho đến ngày 1 tháng 8 năm 1919.
Australia không được chính thức trao tặng vinh dự chiến trận nào, mặc dù người của nó cũng như trên chiếc kế thừa cho rằng các hoạt động tại Thái Bình Dương, tuần tra Bắc Hải và sự hiện diện của chiếc tàu chiến-tuần dương lúc Hạm đội Biển khơi Đức đầu hàng là những vinh dự chiến trận không chính thức. Sau khi tái tổ chức thủ tục trao tặng vinh dự chiến trận của Hải quân Hoàng gia Australia vào năm 2010, các vinh dự chiến trận "Rabaul 1914" và "Bắc Hải 1915–18" được truy tặng vào ngày 1 tháng 3 năm 2010.

### Binh biến
Thủy thủ đoàn trên chiếc Australia thường xuyên chịu đựng việc mất tinh thần kể từ khi chiếc tàu chiến-tuần dương được đưa vào phục vụ, và tỉ lệ thủy thủ của Australia bị phạt kỷ luật trong Thế Chiến I là cao nhất trong Hải quân Australia. Các yếu tố góp phần vào tinh thần yếu kém bao gồm không được tham gia trận Jutland, tỉ lệ bệnh tật cao, cơ hội nghỉ phép bị giới hạn và lương bổng chậm trễ. Việc tiếp tục các quy định và kỷ luật khắt khe sau khi đình chiến đã làm nản lòng thủy thủ. Ngoài ra còn có nhận định những nhân sự người Anh trên chiếc Australia được đề bạt nhanh hơn người Australia và chiếm lấy các vị trí lãnh đạo.
Sau khi Australia về đến Fremantle, thủy thủ hy vọng được nghỉ phép trên bờ sau bốn năm phục vụ tại vùng biển nước ngoài. Tuy nhiên nó chỉ ở lại đúng ba ngày, khi Australia dự định khởi hành vào sáng sớm ngày 1 tháng 6 đi Melbourne. Đại biểu nhân sự của con tàu đã tiếp xúc với Thuyền trưởng Claude Cumberlege đề nghị trì hoãn thời hạn khởi hành thêm một ngày, cho phép thủy thủ có được trọn một ngày nghỉ cuối tuần, đồng thời những người gốc tại Perth có cơ hội về thăm gia đình. Cumberlege trả lời rằng đề nghị này không thể xem xét vì chiếc tàu chiến-tuần dương phải tuân theo một thời biểu sít sao cho các lễ hội chào mừng "quay trở về nhà". Vào buổi sáng ngày khởi hành, khoảng 80 đến 100 thủy thủ tập trung tại sàn sau trước tháp pháo 'P' một lần nữa lặp lại đề nghị Cumberlege hoãn khởi hành thêm một ngày. Cumberlege phát biểu với nhóm bằng một giọng khắt khe, mệnh lệnh, nhắc lại sự khẳng định trước đó là nghĩa vụ của Australia không cho phép trì hoãn, rồi ra lệnh cho thủy thủ giải tán. Họ tuân theo, nhưng không hài lòng.

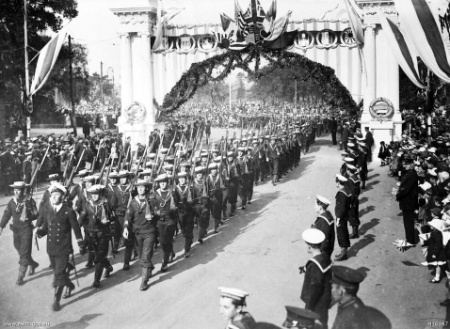
Thành viên thủy thủ đoàn Australia diễu hành trên đường phố được trang hoàng tại Sydney năm 1919 trong lễ hội chào mừng hòa bình

Giờ khởi hành đã đến, nhưng khi có mệnh lệnh nhổ neo lên đường, Cumberlege được thông báo là thợ đốt lò đã rời bỏ các phòng nồi hơi. Sau khi tập trung trên sàn tàu, một số thủy thủ che mặt bằng khăn đen, khuyến khích hay dọa dẫm các thợ đốt lò rời vị trí của họ. Các hạ sĩ quan cao cấp cùng với thủy thủ huy động từ các bộ phận khác được điều đến phòng nồi hơi giúp cho Australia di chuyển. Việc khởi hành chỉ bị trì hoãn một giờ, và một khi đã ra khơi, thợ đốt lò quay trở lại vị trí của họ, và không có sự kiện nào khác xảy ra. Trên đường đi đến Melbourne, các sĩ quan cao cấp của chiếc tàu chiến-tuần dương mở cuộc điều tra về sự kiện. Hình phạt kỷ luật do từ chối thi hành nhiệm vụ được đưa ra cho 27 người, vốn bị biệt giam cho đến 90 ngày. Năm người khác bị bắt giữ, trong đó có cả một người đang được đề nghị khen thưởng Huân chương Chữ thập Victoria sau vụ đột kích Zeebrugge, và bị kỷ luật do tiến hành nổi loạn. Sau khi Australia về đến Sydney, một tòa án quân sự được tổ chức để xem xét sự kiện, đã kết tội năm người này "tham gia binh biến không kèm theo bạo lực", bị án tù tại nhà tù Goulburn Gaol: hai người trong một năm, một người 18 tháng và hai người bị hai năm khổ sai.
Tiếp theo sau phiên tòa, một cuộc tranh luận nổ ra trong công chúng, báo giới cũng như trong nội bộ chính quyền về vụ xét xử; trong khi đa số đồng ý rằng vụ binh biến đã xảy ra, có những quan điểm khác nhau về tính nhân hậu hay nghiêm khắc của hình phạt được đưa ra. Tình cảm của công luận đứng về phía các thủy thủ, và nhiều nhà chính trị đã áp lực với chính phủ và Bộ Hải quân để tha thứ cho họ. Bộ Hải quân cho rằng hình phạt là công bằng, nhưng đến ngày 10 tháng 9 đã thông báo giảm hình phạt còn một nửa do tuổi các thủy thủ còn trẻ. Dù vậy, cuộc tranh luận vẫn tiếp tục cho đến ngày 21 tháng 11, khi chính phủ Australia trực tiếp thỉnh cầu Bộ Hải quân Anh, và người ta đồng ý là các thủy thủ sẽ được phóng thích vào ngày 20 tháng 12. Tuy nhiên, chính phủ đã khiến Ủy ban Hải quân Thịnh vượng chung Australia tức giận khi liên hệ với Bộ Hải quân mà không tham khảo trước với Ủy ban. Hai sĩ quan cao cấp đã từ chức khỏi Ủy ban để phản đối, vì họ cảm thấy lòng nhân từ được bày tỏ sẽ phá vỡ kỷ luật, và việc chính phủ tiếp tục liên lạc với Bộ Hải quân mà không tham khảo Ủy ban Hải quân sẽ làm hạ thấp thẩm quyền của Ủy ban. Hai vị sĩ quan được thuyết phục để rút lại việc từ chức sau khi được đảm bảo rằng Ủy ban sẽ được tham khảo trước khi chính phủ liên lạc với Bộ Hải quân về mọi vấn đề liên qan trong tương lai, và một thông báo gửi đến mọi tàu chiến giải thích rằng việc kết án là đúng, nhưng hòa bình được lập lại là lý do đưa ra để dung thứ cho trường hợp đặc biệt này.

### Sau chiến tranh
Vào tháng 5 năm 1920, Australia tham gia các lễ hội và hoạt động hải quân gắn liền với chuyến viếng thăm của Hoàng tử xứ Wales. Từ tháng 7 đến tháng 11 năm 1920, một thủy phi cơ Avro 504 của Quân đoàn Không quân Australia được đưa lên tàu như một phần của một loạt các thử nghiệm tích lũy kinh nghiệm để thành lập chi nhánh không lực hải quân. Chiếc máy bay được giữ trên sàn phía sau cạnh tháp pháo 'Q', được bố trí và thu hồi bằng cần cẩu. Việc cạnh tranh trong phục vụ và tình trạng không đi biển của con tàu vào tháng 9 đã ngăn trở các hoạt động tiếp theo.
Sau khi sức mạnh hải quân của Đức tại Thái Bình Dương bị loại bỏ, khái niệm về đơn vị hạm đội không còn được xem là hợp thời, và vai trò của Australia trở nên không rõ ràng. Việc cắt giảm ngân sách sau chiến tranh đã buộc Hải quân Australia phải rút chiếc tàu chiến-tuần dương ra khỏi hoạt động thường trực, vì một phần khá lớn nguồn lực và nhân lực mà Australia chiếm hữu có thể sử dụng tốt hơn ở nơi khác. Vào tháng 8 năm 1920, Ủy ban Hải quân đánh giá chiếc tàu chiến-tuần dương chỉ đứng thứ 11 trong số 12 ưu tiên của Hải quân. Vì vậy, thủy thủ đoàn của nó được giảm bớt trong năm đó, và nó được điều về Kho Hải quân Flinders như một tàu huấn luyện tác xạ và ngư lôi. Trong trường hợp xảy ra xung đột lớn, Australia sẽ phục vụ trong một vai trò giống như hải phòng hạm. Tuy nhiên vào lúc này người ta chưa nghĩ đến việc đưa nó vào thành phần dự bị, vì Hải quân Australia không thể cung cấp một thủy thủ đoàn được huấn luyện đầy đủ trong một thời hạn ngắn.

### Ngừng hoạt động và số phận
Chiếc tàu chiến-tuần dương quay trở lại Sydney vào tháng 11 năm 1921, rồi đến tháng 12 Australia được đưa về lực lượng dự bị. Vào lúc này những tàu chiến-tuần dương được chế tạo trước trận Jutland đã được xem là lạc hậu, và không có ghi nhận nào về việc Bộ Hải quân đề nghị Australia mua một chiếc khác thay thế. Hơn nưa, ít có khả năng chính phủ Australia sẽ đồng ý với một đề nghị như vậy trong bối cảnh chính trị và tài chính lúc đó. Do Bộ Hải quân đã quyết định loại bỏ kiểu pháo 12 inch và ngừng sản xuất đạn pháo cho loại vũ khí này không lâu sau chiến tranh, cần phải thay thế dàn vũ khí chính của Australia khi dự trữ đạn pháo của hải quân hết hạn sử dụng nếu như không thể sản xuất đạn pháo thay thế ngay tại Australia. Điều này cũng không khả thi về mặt tài chính cho chính phủ, đặc biệt là với việc Hải quân Hoàng gia Australia không có hứng thú trong việc giữ lại con tàu.
Hiệp ước Hải quân Washington năm 1922 là một thỏa thuận giới hạn chạy đua vũ trang hải quân và giải giới giữa năm cường quốc hải quân vào lúc đó: Anh Quốc, Hoa Kỳ, Nhật Bản, Ý và Pháp. Một trong những khía cạnh chính của Hiệp ước là giới hạn về số lượng và kích cỡ tàu chiến chủ lực mà mỗi nước sở hữu; vì Hiệp ước xem Hải quân Hoàng gia Australia là một phần của Hải quân Hoàng gia Anh, Australia là một trong các tàu chiến-tuần dương được đề nghị loại bỏ nhằm đáp ứng giới hạn dành cho Anh. Chiếc tàu chiến-tuần dương phải được làm bất khả dụng cho các hoạt động tác chiến trong vòng sáu tháng kể từ khi Hiệp ước được phê chuẩn, rồi phải được loại bỏ bằng cách đánh đắm, vì Australia không có các cơ sở tháo dỡ tàu, và Anh Quốc nhận lấy hạn ngạch về tàu mục tiêu dành cho họ. Đây là lần duy nhất mà Australia chịu ảnh hưởng bởi một hiệp ước giải trừ quân bị cho đến Hiệp ước Ottawa năm 1997 cấm sử dụng mìn chống cá nhân.

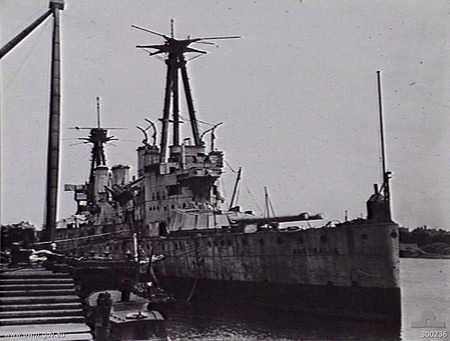
Australia neo đậu tại đảo Garden năm 1924

Một số thiết bị đã được tháo dỡ khi Australia ngừng hoạt động để sử dụng trên các con tàu khác, nhưng sau quyết định của Nội các Australia vào tháng 11 năm 1923 xác nhận việc đánh đắm con tàu, người của Hải quân cùng các hãng thầu tư nhân bắt đầu tháo dỡ đường ống và các thiết bị nhỏ khác. Từ tháng 11 năm 1923 đến tháng 1 năm 1924, số thiết bị trị giá 68.000 Bảng Anh được thu hồi; hơn một nửa được trao tặng cho các cơ sở giáo dục (một số được sử dụng cho đến những năm 1970), trong khi số còn lại được dành cho việc sử dụng trên các tàu chiến trong tương lai hoặc bán ra như là vật kỷ niệm. Một số cân nhắc việc tái sử dụng các khẩu pháo 12 inch của Australia cho các pháo đài duyên hải, nhưng không thể thực hiện do đạn dược dành cho những vũ khí này đã không còn được Anh sản xuất, và chi phí xây dựng các cấu trúc phù hợp quá tốn kém.Jones 1993, tr. 59</ref> Thay vào đó người ta quyết định đánh đắm các tháp pháo cùng các nòng pháo dự trữ cùng với con tàu. Việc đánh đắm thoạt tiên dự định vào Ngày Anzac (25 tháng 4) năm 1924, nhưng được dời lên ngày 12 tháng 4 để Hải đội Phục vụ Đặc biệt Anh Quốc đang viếng thăm có thể tham gia.
Vào ngày đánh đắm, Australia được kéo đến một điểm cách 25 hải lý (46 km) về phía Đông Bắc Sydney Heads. Theo những điều khoản của Hiệp ước Washington, chiếc tàu chiến-tuần dương cần được đánh đắm ở vùng biển đủ sâu khiến nó không thể làm nổi trở lại trong một tương lai gần. Chiếc cựu soái hạm được hộ tống bởi các tàu chiến Australia Melbourne, Brisbane, Adelaide, Anzac và Stalwart, các tàu thuộc Hải đội Phục vụ Đặc biệt cùng nhiều tàu phà dân sự chở hành khách. Nhiều người tình nguyện tham gia vào đội đánh đắm, nhưng chỉ những người từng phục vụ với nó được chọn. Lúc 14 giờ 30 phút, đội đánh đắm hẹn giờ kíp nổ, mở mọi van lấy nước rồi rời tàu. Các khối thuốc nổ làm thủng một lỗ trên lườn tàu vài phút sau đó, nhưng phải mất 20 phút để nước ngập đến các lỗ cắt phía trên của mạn tàu. Góc nghiêng gia tăng đáng kể, khiến ba nòng pháo 12 inch dự trữ buộc vào sàn tàu bị rời ra và lăn xuống biển, trước khi Australia lật úp hoàn toàn và bắt đầu chìm với đuôi chìm trước. Nó chìm hoàn toàn lúc 14 giờ 51 phút; một máy bay Hải quân Hoàng gia Australia thả một vòng hoa nơi con tàu vừa chìm, trong khi Brisbane bắn 21 phát pháo chào.

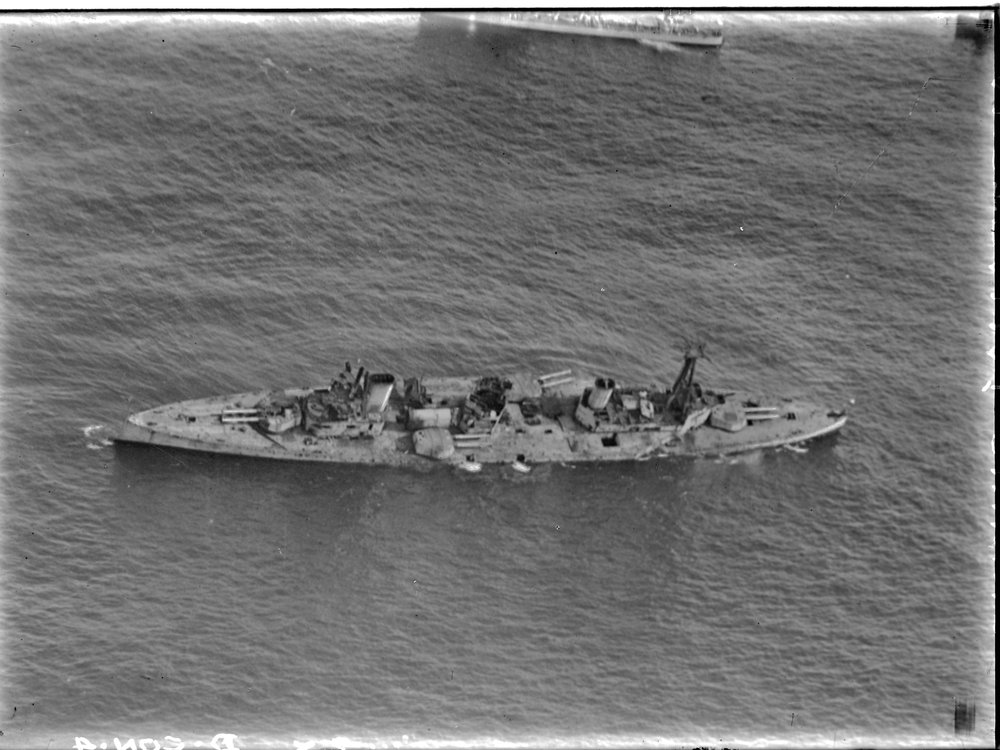
Australia nghiêng sang mạn trái và đang chìm

Có hai quan điểm khác nhau đối với việc đánh đắm chiếc tàu chiến-tuần dương. Quan điểm thứ nhất cho rằng việc đánh chìm chiếc tàu chiến là một đòn mạnh giáng vào khả năng tự phòng thủ của đất nước. Sau khi Australia bị đánh chìm, những tàu chiến mạnh nhất của Hải quân Hoàng gia Australia là bốn chiếc tàu tuần dương hạng nhẹ cũ. Chiếc tàu chiến-tuần dương đã phục vụ như là phương tiện răn đe các hoạt động của Hải quân Đức chống lại Australia trong chiến tranh, và với sự căng thẳng ngày càng gia tăng giữa Nhật Bản và Hoa Kỳ, sự răn đe trở nên cần thiết nếu như Nhật và Mỹ đối đầu với nhau hoặc hướng về phía Australia. Quan điểm đối nghịch cho rằng khi những cảm xúc ban đầu và tính biểu trưng đã mất, con tàu đã lạc hậu trong khi lại tiêu tốn nhiều nguồn tài lực. Duy trì hoạt động chiếc tàu chiến là ngoài khả năng ngân sách của Hải quân Hoàng gia Australia sau chiến tranh, khiến phải giảm bớt hoạt động vào năm 1920 và đưa về dự bị vào năm 1921. Đạn pháo và nòng pháo thay thế cho dàn pháo chính đã không còn được sản xuất. Để tiếp tục đảm bảo hiệu quả, Australia phải được hiện đại hóa đáng kể, bao gồm hệ thống động lực mới, tăng cường vũ khí và vỏ giáp cùng một hệ thống điều khiển hỏa lực mới, với một chi phí tương đương với một tàu tuần dương lớp County.
Năm 2007, xác tàu đắm của Australia được phát hiện và chụp ảnh. Sau việc sử dụng thành công thiết bị lặn điều khiển từ xa (ROV: remote operated vehicle) để phát hiện một máy bay trực thăng Black Hawk bị rơi trong phản ứng của Australia đối với cuộc Đảo chính Fiji 2006, New South Wales Heritage Office đã yêu cầu sử dụng ROV để xác định vị trí đắm của chiếc tàu chiến-tuần dương và khảo sát xác tàu. Địa điểm phát hiện là chính xác, xác tàu được tìm thấy nằm lật úp và bị rong rêu che phủ, ở độ sâu 400 mét (1.300 ft) bên dưới mực nước biển. Không tìm thấy các nòng pháo, nhưng cấu trúc thượng tầng và các cột ăn-ten đều hiện diện xác định lai lịch của con tàu.

#### Sách
- Australian Naval Aviation Museum (ANAM) (1998). Flying Stations: A Story of Australian Naval Aviation. St Leonards, NSW: Allen & Unwin. ISBN 1-86448-846-8. OCLC 39290180.
- Bastock, John (1975). Australia's Ships of War. Cremorne, NSW: Angus and Robertson. ISBN 0-207-12927-4. OCLC 2525523.
- Burt, R. A. (1986). British Battleships of World War One. Annapolis, MD: Naval Institute Press. ISBN 0-87021-863-8. OCLC 14224148.
- Campbell, N. J. M. (1978). Battle Cruisers: The Design and Development of British and German Battlecruisers of the First World War Era. Warship Special. Quyển 1. Greenwich: Conway Maritime Press. ISBN 0-85177-130-0. OCLC 5991550.
- Cassells, Vic (2000). The Capital Ships: Their Battles and Their Badges. East Roseville, NSW: Simon & Schuster. ISBN 0-7318-0941-6. OCLC 48761594.
- Dennis, Peter (2008) [1995]. The Oxford Companion to Australian Military History. Grey, Jeffrey; Morris, Ewan; Prior, Robin (ấn bản thứ 2). South Melbourne, VIC: Oxford University Press. ISBN 978-0-19-551784-2. OCLC 271822831.
- Frame, Tom (2000). Mutiny! Naval Insurrections in Australia and New Zealand. Baker, Kevin. St. Leonards, NSW: Allen & Unwin. ISBN 1-86508-351-8. OCLC 247938372.
- Frame, Tom (2004). No Pleasure Cruise: The Story of the Royal Australian Navy. Crows Nest, NSW: Allen & Unwin. ISBN 1-74114-233-4. OCLC 55980812.
- Jose, Arthur W. (1941) [1928]. The Royal Australian Navy 1914–1918. The Official History of Australia in the War of 1914–1918. Quyển IX (ấn bản thứ 9). Sydney, NSW: Angus and Robertson. OCLC 215763279. Bản gốc lưu trữ ngày 4 tháng 10 năm 2009. Truy cập ngày 22 tháng 3 năm 2010.
- Lambert, Nicholas (1997). "Economy or Empire?: The Fleet Unit Concept and the Quest for Collective Security in the Pacific, 1909–14". Trong Neilson, Keith & Kennedy, Greg (biên tập). Far Flung Lines: Studies in Imperial Defence in Honour of Donald Mackenzie Schurman. London: Frank Cass. ISBN 978-0714646831. OCLC 36122963.{{Chú thích sách}}:  Quản lý CS1: nhiều tên: danh sách biên tập viên (liên kết)
- Marder, Arthur J. (1978). From the Dreadnought to Scapa Flow, The Royal Navy in the Fisher Era, 1904–1919. Quyển III: Jutland and After, May 1916 – December 1916 . London: Oxford University Press. ISBN 0-19-215841-4. OCLC 3516460.
- Massie, Robert (2004). Castles of Steel: Britain, Germany and the Winning of the Great War. London: Random House. ISBN 0-224-04092-8. OCLC 55877928.
- Roberts, John (1997). Battlecruisers. London: Chatham Publishing. ISBN 1-86176-006-X. OCLC 38581302.
- Sears, Jason (2001). "An Imperial Service". Trong Stevens, David (biên tập). The Royal Australian Navy. The Australian Centenary History of Defence. Quyển III. South Melbourne, VIC: Oxford University Press. ISBN 0-19-555542-2. OCLC 50418095.
- Stevens, David (2001). "The Genesis of the Australian Navy". Trong Stevens, David (biên tập). The Royal Australian Navy. The Australian Centenary History of Defence. Quyển III. South Melbourne, VIC: Oxford University Press. ISBN 0-19-555542-2. OCLC 50418095.
- Stevens, David (2001). "World War I". Trong Stevens, David (biên tập). The Royal Australian Navy. The Australian Centenary History of Defence. Quyển III. South Melbourne, VIC: Oxford University Press. ISBN 0-19-555542-2. OCLC 50418095.
- Stevens, David (2005). "HMAS Australia: A Ship for a Nation". Trong Stevens, David and Reeve, John (biên tập). The Navy and the Nation: The Influence of the Navy on Modern Australia. St Leonards, NSW: Allen & Unwin. ISBN 1-74114-200-8. OCLC 61195793.{{Chú thích sách}}:  Quản lý CS1: nhiều tên: danh sách biên tập viên (liên kết)

#### Báo chí
- Cubby, Ben (ngày 13 tháng 4 năm 2007). "First Navy Flagship Found off Sydney". The Sydney Morning Herald.
- Jones, Ray (1993). "A Fall From Favour: HMAS Australia, 1913 to 1924". Journal of the Australian Naval Institute. Quyển 19 số 3. Campbell, ACT: Australian Naval Institute. ISSN 0312-5807.
- Royal Australian Navy (ngày 1 tháng 3 năm 2010). "Navy Marks 109th Birthday With Historic Changes To Battle Honours". Royal Australian Navy. Bản gốc lưu trữ ngày 13 tháng 6 năm 2011. Truy cập ngày 4 tháng 3 năm 2010.
- Rüger, Jan (tháng 11 năm 2004). "Nation, Empire and Navy: Identity Politics in the United Kingdom". Past & Present. Số 185. Oxford University Press. tr. 159–188.
- "A Loss More Symbolic Than Material?" (PDF). Semaphore. Quyển 2004 số 5. Sea Power Centre Australia. tháng 5 năm 2005. Bản gốc (PDF) lưu trữ ngày 27 tháng 2 năm 2012. Truy cập ngày 26 tháng 2 năm 2009.